# Älska igen
Älska igen (engelska: You & Me) är en brittisk komedi- och dramaserie från 2023 vars första säsong består av tre avsnitt. Serien hade premiär på ITV den 23 februari 2023. Serien är skapad av Jamie Davis som även skrivit seriens manus. För regin har Tom Vaughan svarat. Serien kommer att visas på SVT Play med start 28 juni 2023.

## Handling
Serien kretsar kring huvudkaraktärerna Ben, Jess and Emma som alla varit med om personliga tragedier som de inte kan hantera. Hur ska de kunna åter hitta kärlek och hopp för framtiden?

## Rollista i urval
- Harry Lawtey - Ben
- Jessica Barden - Emma
- Sophia Brown - Jess
- Andi Osho - Pam
- Julie Hesmondhalgh - Linda
- Janie Dee - Hannah
- Dominic Mafham - Jeremy
- Lily Newmark - Joey
- Genesis Lynea - Dee
- Isabella Tyson - Poppy
- Lucas Tyson - Jack